# Sint-Antonius Abtkerk (Ven-Zelderheide)

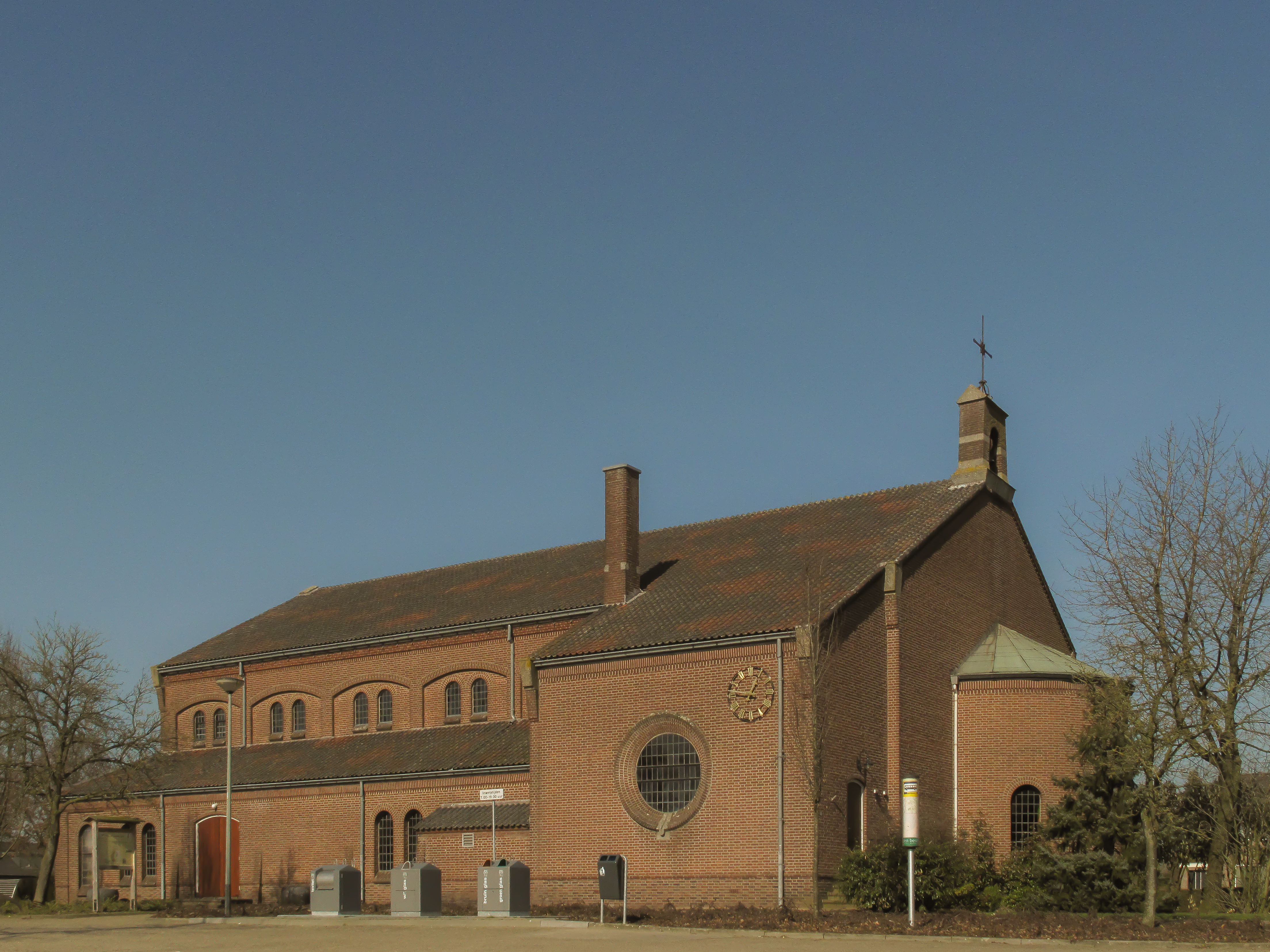
Sint-Antonius Abtkerk

De Sint-Antonius Abtkerk is de parochiekerk van Ven-Zelderheide, gelegen aan Vensestraat 1.
De parochie van Ven-Zelderheide is niet oud. Vanaf 1468 werden Missen opgedragen in de Sint-Antonius Abtkapel. Dit geschiedde door de kapelaan van Ottersum. In 1947 werd de kapel verheven tot rectoraat en in 1953 werd een parochiekerk gebouwd.
Het betreft een kerk in rode baksteen, gemetseld in staand verband. Het schip is onder zadeldak, het ingangsportaal heeft een lager zadeldak. Het schip oogt als een zaalkerk, maar heeft aan één zijde een lage zijbeuk. Er is geen toren, slechts een bescheiden bakstenen dakruitertje (clocher-arcade) aan de koorzijde.
Het interieur is overwelfd door een vlakke zoldering, geschraagd door balken. Met ronde bogen en een halfronde apsis heeft het interieur iets weg van een basilica.
De kerk bezit een Verschueren-orgel uit 1966.
Kerk is 16 januari 2022 aan de eredienst onttrokken en wordt omgebouwd tot gemeenschapshuis.